# Maria Edgeworthová
Maria Edgeworthová (* 1. ledna 1767 Black Bourton, Oxfordshire - 22. května 1849 Edgeworthstown, hrabství Longford) byla anglo-irská spisovatelka literatury pro mládež i pro dospělé.

## Život
Maria Edgeworthová se narodila v hrabství Oxfordshire v domě svých prarodičů. Většinu svého života strávila v Irsku na venkovském statku svého otce, kde vyrůstala v prostředí irské venkovské šlechty, ve společnosti rodin Kitty Pakenhamové (pozdější manželky Arthura Wellesleye, vévody z Wellingtonu), lady Moiry a její tety, Margaret Rustonové.
Měl na starosti správu majetku svého otce, což byla zkušenost, kterou později využila při psaní románů o Irech. Její rané spisovatelské úsilí bylo méně realistické a melodramatičtější; jeden z jejích textů obsahuje postavu darebáka, který jako masku nosí kůži staženou z obličeje mrtvoly.
V roce 1802 se rodina vydala na cesty, nejprve do Bruselu a později - během krátkého příměří v době napoleonských válek známého jako amienský mír - do Francie. Rodina se seznámila s řadou významných osobností a Maria dostala nabídku sňatku od jistého švédského hraběte. Po návratu do Irska začala znovu psát.
Otec Marie Edgeworthové Richard Lovell Edgeworth, známý spisovatel a vynálezce, podporoval psaní své dcery; trval však na tom, že její práce musí napřed schválit a upravit. Žádný z příběhů publikovaných v The Parent’s Assistant nesměla autorka ani přečíst svým sourozencům (její otec měl čtyři manželky a 22 dětí), dokud je neschválil. Příběh Castle Rackrent napsala za jeho zády a zveřejnila anonymně.
Po smrti svého otce v roce 1817 vydala Maria Edgeworthová jeho paměti, které rozšířila o životopisné komentáře. Působila jako spisovatelka až do své smrti a ke konci života se snažila co nejvíce zmírnit utrpení rolníků, kteří byli postiženi velkým hladomorem (1845–1849).